# Пьедра, Антонио
Антонио Пьедра Перес (исп. Antonio Piedra Pérez, род. 10 октября 1985 в Севилье, Испания) — испанский профессиональный шоссейный велогонщик.

## Победы
| 2006 - Вуэльта Сеговии — этап 3 и 2-е место в общем зачёте - Вуэльта Паленсии — этап 2 (ТТТ) и 3-е место в общем зачёте 2009 - Тур Португалии — этап 5 2012 - Гран-при Ругаланна - Вуэльта Испании — этап 15 |

## Статистика выступлений наГранд Турах
| Гранд Тур | 2009 | 2010 | 2011 | 2012 | 2013 |
| --------- | ---- | ---- | ---- | ---- | ---- |
| Джиро     | -    | -    | -    | -    | -    |
| Тур       | -    | -    | -    | -    | -    |
| Вуэльта   | 78   | 104  | 72   | 84   | 109  |